# 黑鱉
黑鱉（學名：Nilssonia nigricans，曾属盾鳖属 Aspideretes），是一種鱉類，又叫黑龜，背甲最長91釐米，生活在河邊，專門吃魚、蝦、等。繁殖期不詳。
2009年，世界上只有一个黑鳖群，在孟加拉国吉大港附近一个蘇非派麻札(Baizid Bostami)里的人工池塘。因当地的信仰，政府不准将这群鳖放出野外。然而，最近發現在阿薩姆邦的雅魯藏布江仍然有一个种群。